# Гардамское староство
Гардамское  староство (лит. Gardamo seniūnija) — одно из 11 староств Шилутского района, Клайпедского уезда Литвы. Административный центр — местечко Гардамас.

## География
Расположено в западной части Литвы, в Приморской низменности недалеко от побережья Куршского залива. 
Граничит с Швекшнском староством на севере, Саугосским — на западе, Шилутским — на юго-западе, Жемайчю-Науместским и Вайнутским — на юге, и Тяняняйским староством Шилальского района — на востоке.
Общая площадь староства составляет 13960 га, из которых: 4456 га занимают леса (Мяшкинский, Шяуденский, Норкайчяйский, Шилутский и др.), 7397 га сельскохозяйственные угодья.
По территории староства протекают следующие реки: Тянянис, Грабупе, Лендрупис, Жвялясис, Ашва, Рингис, Рингалис, Шилупис, Певупис, Шустис, Кулявас, Пйауняй, Пяклале, Пилупис, Упалис, Граумуо, Шяуде, Сартике. Также на территории староства расположены водохранилища: Рамучяйское (образуемое плотиной на реке Тянянис), Шидяйское (образуемое плотиной на реке Шустис).

## Население
Гардамское староство включает в себя местечко Гардамас и 39 деревень.